# Blanka Brzozowska
Blanka Brzozowska – kulturoznawczyni.
Pracuje jako adiunkt w Katedrze Mediów i Kultury Audiowizualnej Zakładu Teorii Kultury na Uniwersytecie Łódzkim.
W 2018 uzyskała stopień doktora habilitowanego nauk humanistycznych (specjalność: kulturoznawstwo) na podstawie pracy habilitacyjnej Miejskie tłumy. Miasto i wspólnotowość w dobie sieciowej współpracy.
Publikowała w kwartalniku literackim Akcent, Kulturze Współczesnej, Sztuce i filozofii, Tekstach drugich oraz Czasie kultury.

## Wybrane publikacje
Książki:
- Gen X. Pokolenie konsumentów (2005)

Artykuły w pracach zbiorowych:
- Telewizja podglądaczy. Próba analizy fenomenu reality TV  [w:] (Nie)Obecne granice. Szkice o obliczach transgresji,  red. D. Rode, K. Kuropatwa, Kraków 2003
- Rola seriali telewizyjnych w kształtowaniu się tożsamości Pokolenia X [w:] Między powtórzeniem a innowacją. Seryjność w kulturze, red. A. Kisielewska, Kraków 2004
- Denarracja jako problem Pokolenia X [w:] Narracja i tożsamość (I), red. W. Bolecki, R. Nycz, Warszawa 2004
- W niewoli zegarowej machiny, czyli podróż jako kolekcja projektów. Uwagi na temat filmu „Wędrowne ptaki – podróż do Inari” Petera Lichtefelda [w:] Między słowem a obrazem, red. M. Jakubowska, T.K łys, B. Stolarska, Kraków 2005
- Kultura jako przestrzeń śmietniska [w:] Aksjotyczne przestrzenie kultury, red. R. Tańczuk, D. Wolska, Wrocław 2005